# Phoebe Buffay
Phoebe Buffay er en fiktiv figur fra den populære tv-serie Venner. Phoebes kælenavn gennem serien er Pheebs. Rollen spilles af Lisa Kudrow. Hendes særkende er at være den excentriske af de seks venner, der har en meget broget fortid, men i serien får meget af tiden til at gå, med at spille guitar i cafeen Central Perk.

## Fortid
Phoebes fortid kan stykkes sammen af glimt fra en række af seriens afsnit. Den kan nogenlunde formuleres således:
Phoebe har en besynderlig familiehistorie. Hendes biologiske mor, ejendomsmægleren Phoebe Abbott, fødte Phoebe og hendes tvillingesøster Ursula, da hun var 18 og gav dem så til sin bedste veninde, Lily. Lilys mand, apoteker Frank Buffay, var pigernes biologiske far, som forlod dem, da de var meget unge. Lily, kvinden Phoebe tror, er hendes biologiske mor indtil slutningen af sæson 3, arbejdede på en pram gennem Phoebe og Ursulas barndom. Lily begik selvmord på juledag ved at stikke sit hoved i ovnen, da tvillingerne var 13, 14 eller 15 (Der bliver sagt forskellige aldre i løbet af sæsonerne). Deres stedfar kom i fængsel kort efter (ukendt grund). For at skjule Frank Buffays rigtige identitet har Phoebes mor og bedstemor fortalt hende, at han var en kirurg i Burma (nu: Myanmar), hvor der ikke var nogen telefoner. De har også givet Phoebe billeder af forskellige mænd og påstået, at det var hendes far.
Phoebe og hendes tvillingsøster var således efterladt alene, og Phoebe forlod deres hjemby og flyttede til New York City for at tjene til dagen og vejen. Det blev ikke en succes, og hun boede flere år som hjemløs på gaden, inden hun flyttede ind hos Monica Geller, hvor hun bor indtil starten af serien, hvor hun flytter ind hos sin bedstemor, Lilys mor (spillet af Audra Lindley). På et tidspunkt i denne periode får hun en bevilling som massøse og begynder at arbejde i en praksis. Hendes bedstemor dør i seriens 5. sæson, og ved begravelsen møder Phoebe endelig sin far, Frank (spillet af Bob Balaban).
Igennem showet bor Phoebe i sin bedstemors lejlighed, først sammen med bedstemoren, senere med sin ven, Denise, i et ukendt stykke tid (man ser aldrig Denise), inden Rachel Green flytter ind i lejligheden. I 6. sæson brænder Rachels glattejern lejligheden ned ved en ulykke, og derefter må de begge bo hos Monica og Joey Tribbiani. Da Phoebes lejlighed er blevet genopbygget, er der kun ét soveværelse, hvor der før havde været to, og hun bor derefter alene, indtil hun gifter sig med Mike i 10. sæson. Mod slutningen af serien møder Phoebe langt om længe sin biologiske mor, Phoebe Abbott (spillet af Teri Garr). Denne dukker første gang op i episoden "The One at the Beach". 
Phoebe og Ursula står på dårlig fod med hinanden, og deres forhold bliver værre og værre i seriens løb, selv om det aldrig bliver forklaret, hvad årsagen er. Phoebe siger på et tidspunkt: "Det er bare nogle dumme søster-ting" og citerer varierende hændelser, heriblandt hvor Ursula stjæler hendes ejendele. Ursula portrætteres som helt skrupelløs og som en, der er helt ligeglad med, hvad folk finder chokerende. F.eks. sælger hun Phoebes dåbsattest (hvilket er grunden til, at Phoebe ikke kender sit mellemnavn), glemmer at fortælle hende, at deres mor havde efterladt et selvmordsbrev (Ursula har smidt det væk og skriver et nyt til Phoebe, da denne beder om at se det) og optræder i pornografiske film, mens hun bruger søsterens navn.
Det fremgår, at Ursula var tjenerinden fra Mad About You, som er det show, Lisa Kudrow fik sit gennembrud i, inden Venner begyndte. Lisa Kudrow spiller rollerne som Phoebe og Ursula, og i de scener, hvor begge kvinderne optræder samtidig, løses problemet ved brug af split screen-teknikken. På nogle optagelser ses begge søstrene dog samtidig, men kun med ansigtet på den ene, og der er det Lisa Kudrows virkelige søster, Helena Sherman, som spiller rollen som den af kvinderne, der ses bagfra.
Phoebe har også en halvbror, Frank Buffay Jr., opkaldt efter deres far. Phoebe opdager Frank under et af sine første forsøg på at finde faderen. Ved et tilfælde løber hun ind i Frank Jr. og hans familie. Han gifter sig med en meget ældre lærer, og parret spørger Phoebe, om hun vil være rugemor for deres barn, da de er meget ivrige efter at få børn og ikke selv kan. Phoebe siger ja, og i "The One Hundreth" føder hun trillinger: en dreng, Frank Jr. Jr. (hvor Chandler Bing spørger, om ikke det skulle være Frank den tredje?) og to piger – Leslie og Chandler. Babyen Chandler skulle egentlig havde været en dreng, og beslutningen om navnet ændres ikke, hvilket giver anledning til en del stikpiller til den voksne Chandlers seksualitet.

## Personlighed
Efter at hun har haft en alt andet end normal barndom er Phoebe ofte ret naiv og uskyldig, men hun kan også være rå. Hun tror stadig på Julemanden, indtil Joey fortæller hende noget andet. Hun er overlykkelig, da Ross Geller giver hende en lyserød cykel, efter at hun har fortalt ham, at hun aldrig har haft en cykel (hvor resten af vennerne så finder ud af, at hun ikke kan cykle). 
Et af hendes mål, når hun blev 30, var at have hoppet 1 mil på en hoppebold, men da hun på denne fødselsdag besøger Ursula, finder hun ud af, at hun faktisk er 31.
Phoebe er den af de tre kvinder i serien, der har flest kærester. I modsætning til Rachel og Monica har hun ikke noget længerevarende forhold til nogen af mændene i serien før hun møder Mike i sæson 9, som hun giftes med. Indimellem får man det indtryk, at hun er den mest promiskuøse af de tre piger som den, der mest taler om tilfældig sex. Igennem serien bliver det ofte antydet, at Phoebe nyder "kinky" sex, hvilket involverer f.eks. håndjern. Hun hentyder også til at have haft sex i en elevator og på et offentligt toilet. 
Phoebe bruger ofte sin kaotiske barndom og traumatiske fortid som en slags måde at få sympati fra vennerne. Hun refererer til sin mors død, så hun ofte får sin vilje. Men som serien skrider frem, vænner vennerne sig til disse forsøg på at få sympati. Ironien i det er, at både Phoebes biologiske mor og far stadig er i live og raske, så hun har faktisk en hel familie (selv om den er noget kaotisk).
Phoebe har det med at bruge ordet "filange" (nogen gange stavet "phalange) utrolig mange gange i tidens løb. Hun kalder i en episode sig selv "Regina Phalange" og i de afgørende episoder mellem Rachel og Ross, bruger hun ordet "filange" om en ting på et fly, som faktisk gør, at Rachel vender tilbage til Ross.

### Musik
Phoebe ynder at synge og spille musik, selvom hendes musikalske evner er noget begrænsede. Hendes mest kendte sang er Smelly Cat, som hun synger flest gange gennem hele serien.
På et tidspunkt i serien får hun en kontrakt med et pladeselskab om at indspille en musikvideo med Smelly Cat. Da de er færdige, finder hun dog ud af, at de har lagt en anden stemme i stedet for hendes egen, men bliver dog ikke sur. Hun er bare glad for at have en video, og synes, at det er synd, at hende, der rigtigt synger i videoen, ikke har sin egen video.

## Venskaber
Her beskrives Phoebes forhold til hver af de øvrige fem hovedpersoner i serien.

### Chandler
Phoebes forhold til Chandler virker, som om det er baseret på Chandlers humor. Chandler opfører sig som en lillebror til Phoebe, f.eks. råber han: "Phoebs! Play with me!" (meget lillebror agtigt). Samtaler mellem de to kan gå fra, hvorfor Anders And aldrig har bukser på, men et håndklæde om livet, når han kommer ud af badet, til hvorfor der ikke er en superhelt, der hedder Goldman.
Efter at Phoebe og Rachel finder ud af, at Chandler og Monica kommer sammen, tester hun styrken på hans hengivenhed ved at opføre sig seksuelt interesseret i ham. Chandler beder også Phoebe om at hjælpe ham med at finde en forlovelsesring til Monica. Da Phoebe gifter sig med Mike bliver Chandler bedt om at gå med hende op ad kirkegulvet, selv om det skulle have været Joey. Chandler og Phoebe er beskrevet som værende tætte venner (de ses ofte hænge ud som et par). I den første halvdel af serien siger Chandler ofte jokes om Phoebe, men i den anden halvdel skifter de roller.

### Joey
Phoebe og Joey har et jævnbyrdigt forhold og de viser sig ofte at være på samme bølgelængde, ikke mindst når man tænker på, at de er de eneste medlemmer af gruppen, som ikke har gennemført high school. Joey er Phoebes bedste mandlige ven, og de spiser nogle gange frokost sammen for at snakke om resten af gruppen. Begge viser sig som kærlige og bløde personer (Phoebe forsvarer også hysterisk Joey) for hinanden, selv når de laver sjov eller bliver sure på hinanden.
Phoebe har altid været lidt lun på Joey og er meget jaloux, da han går ud med hendes tvillingesøster. Joeys og Phoebes forhold når aldrig længere end til et enkelt kys, og derfor kan Joey ikke tælles med som et af Phoebes forhold. I episoden "The One Where They All Turn Thirty" nævner Phoebe alle de ting, hun vil have gjort, før hun bliver 31 – også det, at hun vil have haft det perfekte kys, og så giver Joey hende et. Kudrow fortæller senere i et interview, at hun og Matt LeBlanc (Joey) havde foreslået forfatterne, at Phoebe og Joey skulle have tilfældig sex igennem serien, men ideen blev afslået[kilde mangler].

### Ross
Selv om Phoebe og Ross er gode venner, kan deres forhold ofte lede til konflikter mellem Phoebes New Age-overbevisning og Ross' videnskabelige overbevisning, som f.eks. deres debatter om evolutionen og tyngdekraft, og om Phoebes døde mor skulle være genfødt som en kat. Phoebe siger endda på et tidspunkt, at engang i fremtiden vil hun og Ross skændes, og hun slår ham ihjel. I "The One With Joey's Big Break" påstår Phoebe, at hun er sur på Ross, men hun kan ikke huske hvorfor. De leger en lille leg, der får hende til at huske, at de sad på en issø og spillede skak, og han så kaldte hende kedelig – det viser sig at have været en drøm.
Da Ross var teenager, blev han overfaldet og rullet af en person, som han beskriver som en "stor, uhyre stærk mand", men det viser sig at have været hjemløse Phoebe, som også stjal Ross' yndlingstegneserie "Science Boy". Da de finder ud af det, giver Phoebe Ross en kasse, hvorpå der står "crap from the street", og i den ligger "Science Boy". Hun påstår, at hun kun havde den, fordi den var for god til at sælge for mad. 
I et flashback, der vises, efter at Ross og Carol har slået op, er Ross og Phoebe tæt på at have sex, på et billiardbord ("The One with the Flashback"), men der er for mangle kugler involveret. I den sidste episode af Venner kører Phoebe Ross til lufthavnen, forsinker Rachels fly og er ved at få dem dræbt i trafikken, så Ross kan fortælle Rachel, at han elsker hende.

### Monica
Selvom Phoebe og Monica er gode venner, finder Phoebe ofte Monicas konkurrerende, kontrollerende, impulsive personlighed forfærdelig. Under et af Monicas kontrollerende udbrud laver Phoebe en joke om "at vække monsteret". Og da Phoebe siger, at hun er flyttet ud af Monicas lejlighed, bruger hun udtrykket: "I need to live in a world where people can spill!" ("Jeg har brug for at leve i en verden, hvor folk kan spilde!") Hun flytter uden at sige det ved at tage én ting ud ad gangen (en lampe, en radio, et tæppe, osv..) for at undgå at blive opdaget og gøre Monica ked af det. Men da Monica omsider opdager det, siger Phoebe at hun stadig gerne vil være Monicas ven. 
Inden seriens første episode har Phoebe forsøgt at fryse Monica ud, men det blev opdaget, da de fik besøg af en ven, der engang boede i bygningen, Amanda.
De to bliver stærkt uenige, da Monica bliver ansat til at planlægge Phoebes bryllup og i den forbindelse bliver bestemmende. Phoebe begynder at svare Monica som i militæret: "Sir! Yes sir!". 
Deres største uoverensstemmelse opstår, da Phoebe begynder at synge uden for Monicas restaurant, hvilket irriterer Monica og gør hende flov. Phoebe bliver sur og taler nedsættende om Monicas mad og priser.

### Rachel
Forholdet mellem Phoebe og Rachel er ikke så tæt. I en periode er de samboer (fra episoden "The One Where Phoebe Runs" til "The One Where Ross Dates a Student"), men det skaber nogle problemer. F.eks. hader Phoebe møbelkæden "Pottery Barn", og Rachel må lyve for hende, da hun køber møbler til deres lejlighed derfra. Et andet eksempel er, at Rachel bliver flov over Phoebes måde at løbe på, når de jogger sammen. På et tidspunkt indrømmer Phoebe dog, at hun ville vælge Rachel frem for Monica, hvis hun skulle, fordi hun ikke er lige så kontrollerende som Monica.
Selv om Monica kan være mest kontrollerende, er Phoebe den hårdeste. F.eks. da Rachel og Monica er oppe og skændes, og det bliver for meget for Phoebe. Så tager hun hårdt fat i deres ører, hvilket tvinger dem ned på knæ, hvor de bliver, indtil de bliver enige om at stoppe skænderiet.

## Forhold
- Ægtemand: Mike Hannigan.
- Eks-mand: Duncan Lipper.
- Eks-forlovede: Joey Tribbiani (meget kort).
- Eks-kærester: Carl, Jason Hurley, Tony, David, Roger, Sergei, Ryan, Gary, Larry, Billy Joel, Phil Huntley, Eric, Vince, Rob.
- Phoebe antyder også, at hun har været forelsket i alle fra rock-gruppen Jethro Tull, da Rachel finder navnet på bandet i hendes lille bog.
- Ligeledes i denne bog er der "en fyr i en varevogn", som var hendes første forelskelse, mens hun levede på gaden.